# Guido Pelizzari
Guido Pelizzari (* 13. Januar 1898 in Adro bei Brescia; † 1978 in Bozen) war ein italienischer Architekt, der vor allem während des Faschismus zentrale Bauvorhaben des Rationalismus in Bozen – darunter den Hauptsitz der Faschistischen Partei Italiens – realisierte, aber auch in der Nachkriegszeit in Bozen und in Südtirol sehr produktiv war.

## Biographie
Pelizzari absolvierte seine Universitätsstudien in Venedig und Modena und sammelte erste Berufserfahrungen bei Le Corbusier in Paris, ehe er an der Akademie der schönen Künste in Venedig zu lehren begann; unter anderen gehörte dort Carlo Scarpa zu seinen Schülern.
1934 wurde Pelizzari, seit 1927 Mitglied des Partito Nazionale Fascista und Vertreter der Provinz Bozen im Vorstand des Sindacato interprovinciale fascista degli architetti della Venezia Tridentina, vom faschistischen Amtsbürgermeister Luciano Miori nach Bozen berufen, um den Bauleitplan von Marcello Piacentini zu überarbeiten. Nach dem Zweiten Weltkrieg zeichnete er auch für Bozens Wiederaufbauplan von 1958 sowie zahlreiche private Baumaßnahmen in Bozen bis 1976 verantwortlich, wobei er der Bozener Stadtverwaltung bis in die 1960er-Jahre als Architekt und auch als künstlerischer Berater zuarbeitete. Einzelne Bauten von Pelizzari entstanden auch in Venedig, Rom, Pesaro, Bruneck, Seis am Schlern, Kaltern und Steinmannwald.

## Werke (Auswahl)

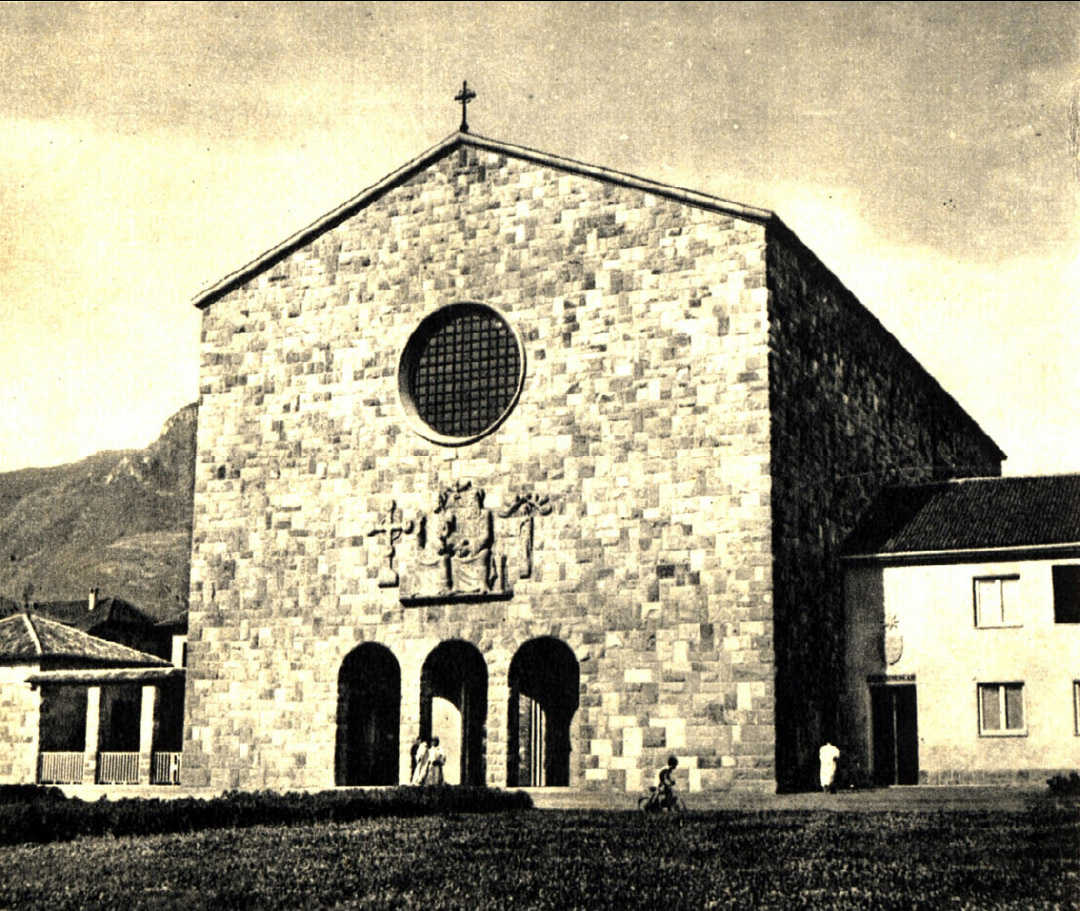
Die Bozner Christkönigskirche unmittelbar nach ihrer Erbauung, um 1940

- Grabmal für Giovan Battista Tonini, Städtischer Friedhof Bozen, 1934
- Christkönigskirche in Bozen, 1938/40
  - der Kirchturm wurde 1956/58 ebenfalls nach Entwurf Pelizzaris ergänzt
- Casa Littoria in Bozen, 1939/42 (gemeinsam mit Luis Plattner und Francesco Rossi)[2]
- Tankstelle der Petroli Società Adriatica am Verdiplatz, Bozen, 1949/52 (gemeinsam mit Luis Plattner und F. Gubiani)[3]
- Landtagsgebäude in Bozen, 1953 (gemeinsam mit Luis Plattner)
- Rai-Funkhaus am Mazziniplatz, Bozen, 1959/60
- Kirche „Regina Angelorum“ am heutigen Silvius-Magnago-Platz in Bozen, 1960er

## Publikationen
- La casa per l'Alto Adige: Concorso per la progettazione di edifici tipo, destinati alla città e alla provincia di Bolzano. A cura dell'Unione provinciale fascista di Bolzano dei sindacati professionisti e artisti. Mit einem Vorwort des faschistischen Präfekten Giuseppe Mastromattei. Bozen: Società italiana tipografica editrice 1936.
- Lo sviluppo urbanistico di Bolzano, in: La rinascita dell’Alto Adige. Bozen 1937.